# Jules Alex Patrouillard Degrave
Jules Alex Patrouillard Degrave, né le 25 avril 1844 à Saint-Quentin et mort le 12 mai 1932 à Paris, est un peintre français.

## Biographie
Fils d'un marchand, Charles Jules Eugène Patrouillard et de son épouse Louise Bernadine Degrave, élève de Jean-Léon Gérôme et d'Anatole Vély, il concourt au prix de Rome en 1868. Directeur de l'école Delatour à Saint-Quentin, il obtient une mention honorable au Salon des artistes français de 1883.
Il meurt le 12 mai 1932 en son domicile dans le 16e arrondissement de Paris.